# Остапенко, Михаил Андреевич
Михаил Андреевич Остапенко (29 мая 1904, Медвежанка — 1 апреля 1958, Москва) — советский архитектор, педагог и управленец. Директор Московского архитектурного института. Главный редактор журнала «Архитектура СССР».

## Биография
Михаил Андреевич Остапенко родился 29 мая 1904 года в посёлке Медвежанский Таганрогского округа области Войска Донского. В 1926 году вступил в ВКП(б). В 1934 году окончил Харьковский инженерно-строительный институт. В том же году вступил в Союз архитекторов СССР. В 1940 году окончил Институт аспирантуры Академии архитектуры СССР.
Занимался проектированием и строительством жилых, промышленных, спортивных сооружений, посёлков, техникумов, клубов, памятников, школ и других строений.
С 1930-х годов занимался преподавательской деятельностью. Доцент Харьковского инженерно-строительного института, преподаватель Харьковского архитектурного техникума.
С 1940 года — на руководящей работе. С 7 октября 1940 по 17 июля 1941 года занимал должность директора Московского архитектурного института (МАРХИ). Принимал участие в Великой Отечественной войне. Служил на Западном фронте. Демобилизован в звании инженер-капитана. С 24 марта по 3 ноября 1944 года вновь возглавлял МАРХИ.
После войны занимал должности начальника Управления по делам архитектуры при Совете Министров Украинской ССР, заместителя министра городского строительства СССР, главного редактора всесоюзного журнала «Архитектура СССР", директора Государственного союзного института по проектированию предприятий торговли и общественного питания. Заведовал кафедрой Киевского инженерно-строительного института.
В начале 1940-х годов работал над кандидатской диссертацией «Архитектура Западной Украины», но прервал работу из-за войны. После войны вернулся к диссертации и защитил её в 1954 году.
Умер 1 апреля 1958 года. Похоронен на Новодевичьем кладбище Москвы (участок 5).

## Награды
- Орден Трудового Красного Знамени[3]
- Медаль «За боевые заслуги» (1943)[7]
- Медаль «За оборону Москвы» (1944)[8]